# 크로톤의 밀로

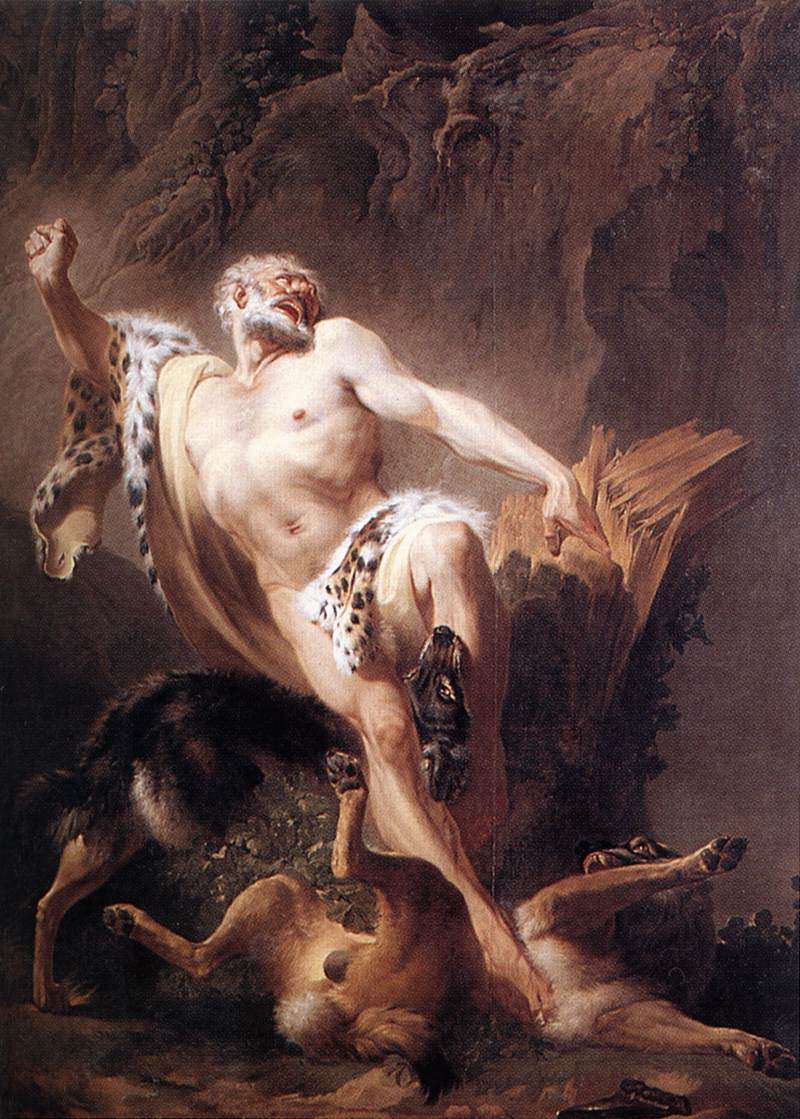
조제프브누아 쉬베가 그린 크로톤의 밀로 (18세기, 캔버스에 유채)는 늑대에게 공격을 받고 있는 밀로의 손을 몸통에 낀 모습으로 묘사하고 있다.

크로톤의 밀로 또는 밀론(기원전  540~511년 활동)은 마그나 그라이키아의 그리스 식민지 크로톤 출신의 유명한 고대 그리스 운동 선수였다.
6번 고대 올림픽에서 우승자했다. 한 번은 기원전 540년 60회 올림픽에서 남자 레슬링 부문에서 우승했고, 62회에서 66회 올림피아드까지 5번의 레슬링 챔피언이었다. 밀로는 정상적인 올림픽 선수의 전성기로 여겨졌을 때를 훨씬 지난 후에도 경쟁을 계속했다. 67회 올림피아드 때 그는 40세가 넘었을 것이다. 그는 또한 많은 피티아 제전에 참가했다.